# Карбамазепін
Карбамазепін  (лат. Carbamazepinum,англ. Carbamazepine) — синтетичний лікарський препарат, який за своєю хімічною структурою є похідним трициклічного іміностільбену, та належить до протиепілептичних препаратів. Препарат також застосовується для лікування нейропатичного болю, біполярного афективного розладу, є публікації про ефективність карбамазепіну при лікуванні хронічного алкоголізму (при синдромі відміни алкоголю). Карбамазепін застосовується виключно перорально.

## Історія
Уперше карбамазепін відкритий у 1953 році у Базелі швейцарським хіміком Вальтером Шиндлером, який працював у лабораторії компанії «J.R. Geigy AG» (яка натепер є підрозділом компанії «Novartis»). Уперше протисудомні властивості карбамазепіну виявлені в дослідженнях у 1959 році. У 1960 році Шиндлер уперше синтезував карбамазепін. У 1962 році вперше описаний протибольовий ефект препарату, і вже в цьому ж році карбамазепін уперше допущений до застосування для лікування невропатичного болю під торговою маркою «Тегретол». У 1963 році в серії досліджень підтверджено ефективність карбамазепіну як протисудомного препарату, і з 1965 року він почав застосовуватися як протисудомний препарат. У 70-х роках ХХ століття, уперше японськими вченими Такезакі, Ханаока та Окумо, виявлено ефективність карбамазепіну при біполярному афективному розладі. У колишньому СРСР карбамазепін застосовується з 70-х років ХХ століття під торговою маркою «Фінлепсин».

## Фармакологічні властивості
Карбамазепін — синтетичний лікарський препарат, який за хімічною структурою є похідним трициклічних сполук. По своїй структурі препарат подібний до трициклічних антидепресантів. Механізм дії карбамазепіну повністю не вивчений. Основним механізмом дії препарату є блокування потенціалзалежних натрієвих каналів у нервовій системі, причому карбамазепін не перешкоджає відкриттю натрієвих каналів, проте прискорює їх закриття та збільшує час, протягом якого ці канали є закритими. Це призводить до того, що чим більше імпульсів проводиться по нервовим волокнам, та більше каналів відкрито, то тим більше каналів зможе закрити карбамазепін і тим вищою буде його ефективність. Карбамазепін також інгібує калієві та кальцієві канали, та взаємодіє із гальмівними ГАМК-ергічними рецепторами ЦНС, має дофаміноблокуючі властивості, інгібує захоплення катехоламінів в ЦНС у високих концентраціях та впливає на синаптичну передачу, частково блокуючи дію аспартату та глутамату. Механізм дії карбамазепіну також може бути пов'язаним із посиленням провідності по хлорних каналах, яке виявляється у короткочасній дії на субодиниці α1, β2, γ2 ГАМКА-рецепторів, асоційованих із даними каналами. Такий же, хоча й більш виражений, механізм дії має фенітоїн. Окрім цього, дослідженнями встановлено, що карбамазепін пригнічує пресинаптичну активність серотоніну, та діє подібно до інгібіторів зворотнього захоплення серотоніну. Карбамазепін ефективний при простих та комплексних епілептичних нападах, як із генералізацією, так і без генералізації, у більшості випадків також ефективний при первинно-генералізованих тоніко-клонічних нападах із втратою свідомості (grand mal), а також криптогенній та симтоматичній епілепсії, й одночасно покращує когнітивні та емоційні функції, призводить до нормалізації настрою, комунікації, соціального функціонування, а також знижує частоту психічних та поведінкових порушень при епілепсії. Проте препарат неефективний при міоклонічних та атонічних формах нападів, при абсансах; а також не рекомандований при дитячій доброякісній епілепсії з центротемпоральними спайками та епілепсії з постійними комплексами спайк-хвиля у повільно-хвильовому сні, а також при малих нападах. Карбамазепін ефективний також при нейропатичному болю при невралгії трійчастого нерва та діабетичній нейропатії, при інших причинах нейропатичного болю препарат має недоведену ефективність. Карбамазепін також ефективний при біполярному афективному розладі, у тому числі у комбінації зі сполуками літію, хоча дана комбінація, за даними деяких дослідників, може збільшити кількість побічних ефектів з боку нервової системи. Карбамазепін може застосовуватись також при нецукровому діабеті, маючи антидіуретичну дію. Механізм дії при нецукровому діабеті, ймовірно, зумовлений дією препарату через вплив на гіпоталамічні структури на осморецептори, опосередковано через секрецію антидіуретичного гормону, а також прямою дією на канальці нирок. Карбамазепін також може застосовуватися при хронічному алкоголізмі, зокрема при синдромі відміни від алкоголю, а також при зловживанні опіатами та похідними бензодіазепіну. Досліджується також можливість застосування карбамазепіну в лікуванні сексуальних відхилень, пов'язаних із порушеннями у лобно-скроневій ділянці головного мозку.

### Фармакокінетика
Карбамазепін повільно всмоктується при пероральному застосуванні, максимальна концентрація препарату досягається протягом 4—8 годин після прийому препарату. При застосуванні форми випуску карбамазепіну із звичайною тривалістю дії біодоступність препарату складає 70 %, при застосуванні пролонгованих форм препарату біодоступність складає близько 100 %. Карбамазепін при застосуванні у дорослих добре зв'язується з білками плазми крові (приблизно на 75 %), у дітей цей показник нижчий, і складає 55—59 %. Карбамазепін проникає через гематоенцефалічний бар'єр, через плацентарний бар'єр, та виділяється у грудне молоко. Метаболізується карбамазепін у печінці, причому сам стимулює власний метаболізм. Препарат метаболізується із утворенням активного метаболіту карбамазепін-10,11-епоксиду. Виводиться препарат із організму переважно із сечею у вигляді неактивних метаболітів (70 %), а також із калом (30 %). Період напіввиведення карбамазепіну варіює, при застосуванні стандартних доз складає 26—65 годин, при тривалому застосуванні він знижується до 12—29 годин у зв'язку із автоіндукцією метаболізму, і цей час може збільшуватися при порушеннях функції печінки або нирок, а також у осіб похилого віку.

## Показання до застосування
Карбамазепін застосовується при епілепсії, у тому числі при великих судомних нападах, змішаних формах нападів або фокальних нападах; для профілактики судомних нападів при абстинентному синдромі та при гострій алкогольній абстиненції; при нейропатичному болю (переважно при невралгії трійчастого нерва та діабетичній полінейропатії); при психозах (зокрема, біполярному афективному розладі, тривожно-ажитованій депресії та кататонічному збудженні); при нецукровому діабеті центрального генезу, а також при поліурії та полідипсії нейрогормонального походження.

## Побічна дія
При застосуванні карбамазепіну, як і при застосуванні інших протисудомних засобів, побічні ефекти виникають досить часто (за деякими оцінками, від 25 до 50 % випадків застосування препарату), частіше, ніж у габапентина та прегабаліна, проте рідше, ніж при застосуванні фенітоїну. Найчастішими побічними ефектами карбамазепіну є побічні ефекти з боку нервової системи (близько 24 % від загальної кількості) — атаксія, головокружіння, когнітивні порушення; часто спостерігаються шлунково-кишкові розлади (3,6 %); тремор (3,6 %); висипання на шкірі (2,9 %); порушення зору (2,9 %). Серед побічних ефектів повідомляється також про підвищення ризику самогубства. Частіше побічні ефекти виникають при передозуванні препарату. Іншими побічними ефектами карбамазепініну є:
- Алергічні реакції та з боку шкірних покривів — свербіж шкіри, алопеція, гіпергідроз, фотодерматоз, дисемінований червоний вовчак, гарячка, синдром Стівенса-Джонсона, анафілактичний шок, набряк Квінке, кропив'янка.
- З боку травної системи — нудота, блювання, запор або діарея, гепатит, жовтяниця, біль у животі, стоматит, сухість у роті, гепатоспленомегалія.
- З боку нервової системи — головний біль, агресивна поведінка, ністагм, нервозність, сплутаність свідомості, затруднення мислення, диплопія, кон'юнктивіт, парестезії, дизартрія, гіперкінези, безсоння, галюцинації, шум у вухах.
- З боку опорно-рухового апарату — артралгії, слабість у м'язах.
- З боку серцево-судинної системи — артеріальна гіпертензія, артеріальна гіпотензія, брадикардія, порушення провідності в міокарді, лімфаденопатія, AV-блокада, серцева недостатність, тромбофлебіт, тромбоемболії.
- З боку дихальної системи — задишка, пневмонія або пневмоніт.
- З боку сечостатевої системи — гінекомастія, галакторея, дизурія, олігурія, альбумінурія, гематурія, інтерстиційний нефрит та ниркова недостатність.
- Зміни в лабораторних аналізах — лейкопенія, еозинофілія, агранулоцитоз, тромбоцитопенія, апластична анемія, гемолітична анемія, підвищення активності ферментів печінки, зміна рівня тиреоїдних гормонів у крові, підвищення рівня креатиніну в крові, підвищення рівня тригліцеридів та холестерину в крові, гіпонатріємія.
- Інші побічні ефекти — збільшення маси тіла, гостра порфірія, периферичні набряки.

## Протипокази
Карбамазепін протипоказаний при підвищеній чутливості до препарату та трициклічних антидепресантів, AV-блокаді (окрім осіб з імплантованим електрокардіостимулятором), порушенням кровотворення у кістковому мозку, одночасному застосуванні інгібіторів моноамінооксидази або препаратів літію, при переміжній порфірії. Препарат рекоменндовано застосовувати при вагітності та годуванні грудьми з обережністю (згідно із частиною джерел, карбамазепін є найбезпечнішим препаратом для застосування у випадку епілепсії при вагітності). Карбамазепін рекомендований до застосування дітям від 6 років, при застосуванні у дітей молодших 6 років препарат застосовується з обережністю.

## Форми випуску
Карбамазепін випускається у вигляді таблеток по 0,1; 0,2; 0,3 та 0,4 г; і сиропу для перорального застосування із вмістом 100 мг препарату у 5 мл сиропу. Зареєстровано патент на розробку протисудомного засобу на основі карбамазепіну та тіотриазоліну.

## Синтез
Схема синтезу карбамазепіну: